# Canny-sur-Matz
Canny-sur-Matz ist eine französische Gemeinde mit 411 Einwohnern (Stand 1. Januar 2022) im Département Oise in der Region Hauts-de-France; sie gehört zum Arrondissement Compiègne und zum Kanton Thourotte.

## Lage
Die Gemeinde Canny-sur-Matz liegt an der Quelle der Matz, einem Zufluss der Oise, 22 Kilometer nördlich von Compiègne an der Grenze zum Département Somme.

## Geschichte
Canny-sur-Matz war 1918 Schauplatz der Matz-Offensive.

## Bevölkerungsentwicklung
| Jahr                       | 1962 | 1968 | 1975 | 1982 | 1990 | 1999 | 2010 | 2021 |
| -------------------------- | ---- | ---- | ---- | ---- | ---- | ---- | ---- | ---- |
| Einwohner                  | 219  | 253  | 225  | 243  | 259  | 270  | 361  | 405  |
| Quellen: Cassini und INSEE |      |      |      |      |      |      |      |      |

## Persönlichkeiten
- Raoul V. Le Flamenc, Seigneur de Cany, 1285–1287 Marschall von Frankreich